# Cabalango
Cabalango is een plaats in het Argentijnse bestuurlijke gebied Punilla in de provincie Córdoba. De plaats telt 136 inwoners.